# Vireo philadelphicus
Vireo philadelphicus là một loài chim trong họ Vireonidae.